# Abdollah Mojtabavi
Abdollah Mojtabavi (né le 4 janvier 1925 à Téhéran et mort le 13 janvier 2012) est un lutteur iranien spécialiste de la lutte libre. Il participe aux Jeux olympiques d'été de 1952 dans la catégorie des poids mi-moyens (67-73 kg). Il y remporte la médaille de bronze.

## Palmarès

### Jeux olympiques
- Jeux olympiques de 1952 à Helsinki, Finlande
  -  Médaille de bronze.